# María Fernanda Martínez
María Fernanda Martínez Sierra (Cali, 29 de mayo de 1969) es una actriz y cantante colombiana que empezó en el mundo de la actuación con un protagónico en la serie Amar y vivir junto a Luis Eduardo Motoa, desde ahí, también tuvo reconocimiento en 1996 en la serie Las ejecutivas, donde interpretó a la malvada Gina Merlini y donde se caracterizó por protagonizar escenas fuertes en ropa interior casi siempre al lado del fallecido actor Helios Fernández, que interpretó a Rafael Ortega, personaje del cual Gina era amante con el fin de robarle unos bonos millonarios. Ha participado en novelas como Me llaman Lolita, Escalona: Un Canto a La VIda, La dama de Troya y La Traicionera. Es esposa del también actor y locutor colombiano  Kenny Delgado.

## Filmografía

### Televisión
| Año       | Título                        | Personaje             | Canal              |
| --------- | ----------------------------- | --------------------- | ------------------ |
| 2023      | Sembrando Vida                | Lali                  | Canal 13           |
| 2023      | La vida después del reality   | Hortencia             | Prime Vídeo        |
| 2012-2013 | A mano limpia 2               | Teresa                | RCN Televisión     |
| 2012      | Mujeres al limite             | Ep: en voz confió     | Caracol Televisión |
| 2011      | La traicionera                | Olga                  | RCN Televisión     |
| 2011      | Confidencial                  | Sirvienta             | Caracol Televisión |
| 2010-2011 | A mano limpia                 | Teresa                | RCN Televisión     |
| 2008-2009 | La dama de Troya              | Miranda               | RCN Televisión     |
| 2007      | Amor de mis amores            | Marlén                | RCN Televisión     |
| 2006-2008 | En los tacones de Eva         | Rosalba               | RCN Televisión     |
| 2006-2007 | Hasta que la plata nos separe | Marcela               | RCN Televisión     |
| 2004-2005 | Todos quieren con Marilyn     | Lucila Orjuela        | RCN Televisión     |
| 2001      | Juan Joyita                   | Berta                 | RCN Televisión     |
| 2000      | La Caponera                   | La Violetera          | Caracol Televisión |
| 1999      | Me llaman Lolita              | Dolores Collazos      | RCN Televisión     |
| 1998      | Carolina Barrantes            | Desconocido           | RCN Televisión     |
| 1996      | Las ejecutivas                | Gina Merlini          | Caracol Televisión |
| 1994      | Mambo                         |                       | Canal A            |
| 1993      | La otra raya del tigre        | La Francesa           | Canal A            |
| 1992      | Sangre de lobos               | Martha María          | Canal A            |
| 1992      | Escalona                      | Nara (La Brasilera)   | Caracol Televisión |
| 1991      | Cuando quiero llorar no lloro | María Helena "Rosana" | Canal Uno          |
| 1990      | El Carretero                  | Rita Agudelo          | Caracol Televisión |
| 1990      | La vorágine                   | Griselda              | RCN Televisión     |
| 1988      | Amar y vivir                  | Irene                 | Cadena Uno         |
| 1986      | Gallito Ramírez               | Lili Miranda          | Caracol Televisión |

## Premios y nominaciones

### Premios India Catalina
| Año  | Categoría                | Telenovela o serie     | Resultado |
| ---- | ------------------------ | ---------------------- | --------- |
| 1994 | Mejor actriz de reparto  | La otra raya del tigre | Ganadora  |
| 1991 | Mejor actriz protagónica | El carretero           | Nominada  |
| 1991 | Mejor actriz protagónica | La vorágine            | Nominada  |
| 1989 | Mejor actriz protagónica | Amar y vivir           | Nominada  |

### Premios Obtenidos
Premios Simón Bolívar
- MEJOR ACTRIZ - Amar y vivir

 Festi-Novela de Iberoamerica
- MEJOR ACTRIZ - Amar y vivir